# Pelamida
Pelamida (Sarda sarda) – gatunek ryby z rodziny makrelowatych (Scombridae), czasami błędnie nazywany bonito.

## Występowanie
Występuje w tropikalnej i subtropikalnej strefie Atlantyku, także  Morzu Śródziemnym i północnej części Morza Czarnego.
Ryba żyjąca w przypowierzchniowych warstwach wody, wędrowna, żyjąca w stadach. 

## Opis
Dorasta maksymalnie do 80 cm. Ciało wydłużone, wrzecionowate. Głowa długa, spiczasta, otwór gębowy szeroki. Oczy stosunkowo nieduże, otoczone kostnym pierścieniem. Szczęki długie, uzębienie bardzo silne. Ciało pokryte bardzo drobną łuską. Płetwa grzbietowe podzielona, pierwsza część bardzo długa podparta 21–24 twardymi promieniami, w przedniej część spiczasta, druga krótka podparta 12–16 miękkimi promieniami. Za płetwą 7–10 dodatkowych małych płetewek. Płetwa odbytowa podparta 11–15 miękkimi promieniami, a za nią 6–8 małych płetewek. Trzon ogonowy wąski z dobrze widocznym kilem wzdłuż linii środkowej. Duża płetwa ogonowa o kształcie półksiężyca.
Ubarwienie: grzbiet jasnoniebieski, brzuch srebrzystobiały. W górnej części boków 7–20 podłużnych, ukośnych ciemnych pasów.

## Odżywianie
Odżywia się rybami ławicowymi, głównie sardynkami i ostrobokami.

## Rozród
Kulminacja tarła odbywa się w czerwcu, choć w różnych rejonach odbywa się także w innych okresach. Samica składa do 420 000 ziaren ikry, które swobodnie unoszą się w wodzie.